# Comuna de Kochanowice
Kochanowice (polaco: Gmina Kochanowice) é uma gminy (comuna) na Polónia, na voivodia de Santa Cruz e no condado de Lubliniecki. A sede do condado é a cidade de Kochanowice.
De acordo com os censos de 2004, a comuna tem 6715 habitantes, com uma densidade 84,2 hab/km².

## Área
Estende-se por uma área de 79,71 km², incluindo:
- área agricola: 49%
- área florestal: 43%

## Demografia
Dados de 30 de Junho 2004:
|                      | Total   | Total | Mulheres | Mulheres | Homens  | Homens |
| -------------------- | ------- | ----- | -------- | -------- | ------- | ------ |
|                      | pessoas | %     | pessoas  | %        | pessoas | %      |
| População            | 6715    | 100   | 3420     | 50,9     | 3295    | 49,1   |
| Densidade (pop./km²) | 84,2    | 100   | 42,9     | 42,9     | 41,3    | 41,3   |

De acordo com dados de 2002, o rendimento médio per capita ascendia a 1338,21 zł.

## Subdivisões
- Kochanowice, Droniowice, Harbułtowice, Jawornica, Kochcice, Lubecko, Lubockie-Ostrów, Pawełki.

## Comunas vizinhas
- Ciasna, Herby, Koszęcin, Lubliniec, Pawonków